# Strada nazionale 22 del Caffaro
La strada nazionale 22 del Caffaro era una strada nazionale del Regno d'Italia, che congiungeva Cremona a Trento.
Venne istituita nel 1923 con il percorso "Cremona - Brescia - Caffaro - Tione".
Nel 1928, in seguito all'istituzione dell'Azienda Autonoma Statale della Strada (AASS) e alla contemporanea ridefinizione della rete stradale nazionale, il suo tracciato costituì la parte terminale della strada statale 45 della Val Trebbia e del Caffaro; a seguito di un'ulteriore revisione della rete stradale, venne dapprima dismessa nel 1932 ed infine riclassificata come strada statale 45 bis Gardesana Occidentale nel 1933.